# 蒙特內哥羅交通
本文簡述蒙特內哥羅的交通概況。

## 機場

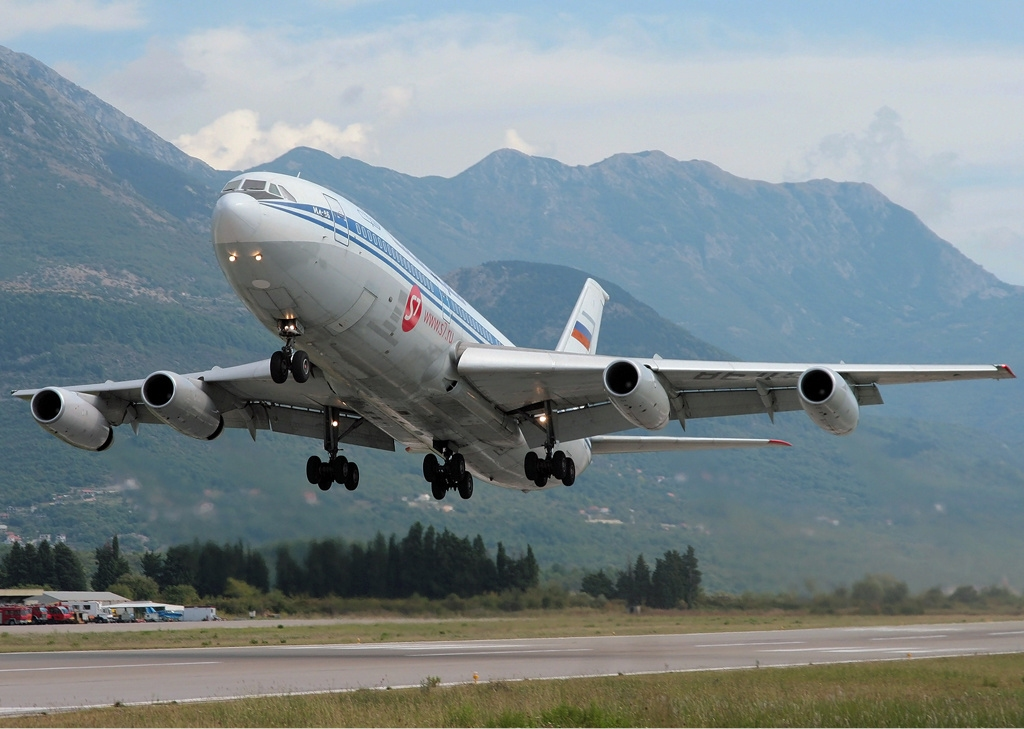
一架正由俄羅斯前往黑山的客機

蒙特內哥羅現在有兩個國際機場。其中，2012年，波德戈里察機場的客運量达到1,345,509人。除此之外，国内尚还有数个小型机场，但航线不多。
- 波德戈里察機場 - TGD
- 蒂瓦特機場 - TIV

## 鐵路

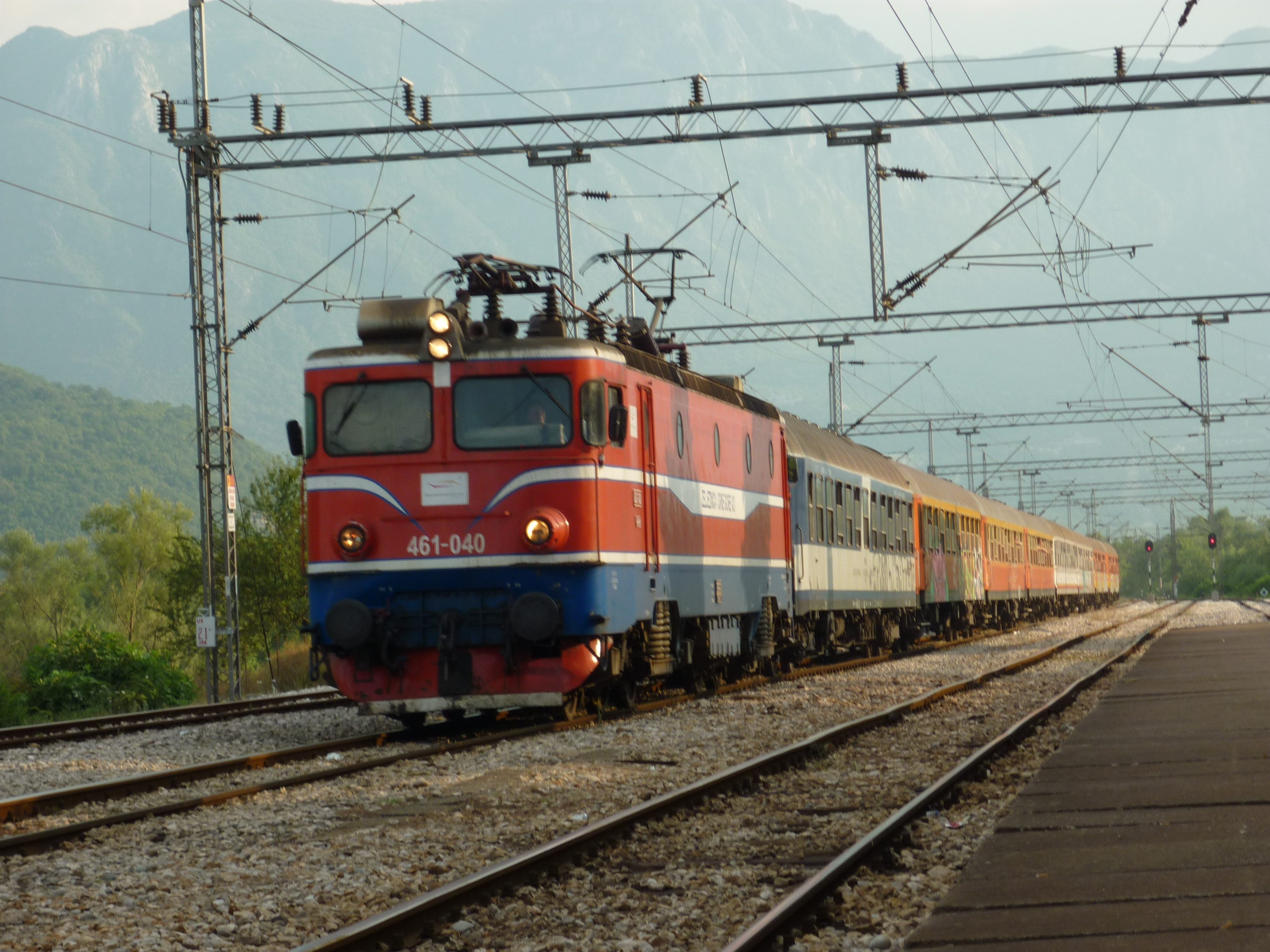
JŽ461型机车行驶在貝爾格勒－巴爾鐵路上。

蒙特內哥罗最早的铁路于1901年由奥匈帝国在其属地科托尔湾修筑，但是第一条由蒙特內哥罗政府修筑的铁路于1905年开工，1908年通车，它连接了蒙特內哥罗海港城市巴尔和斯库台湖边的维帕札。一战结束后，铁路线又从维帕札延伸至波德戈里察，并最终在1970年代後期通至贝尔格莱德，成为了貝爾格勒－巴爾鐵路的一部分。其中，馬拉里耶卡高架橋自竣工至2001年也是世界最高的鐵路橋。蒙特內哥羅國內鐵路總長度為250公里，全部為標準軌。该国主要有三条铁路，分别为貝爾格勒－巴爾鐵路、尼克希奇－波德戈里察鐵路和通往阿尔巴尼亚的波德戈里察－斯库台鐵路。其中，通往阿尔巴尼亚的铁路曾经一度在南斯拉夫内战中遭到破坏，但已经于2003年恢复通车，蒙特內哥罗政府正在与阿尔巴尼亚政府讨论增加国际客运列车的方案。

### 对外连接
- 塞尔维亚 - 有 - 轨距相同，均已电气化
- 阿尔巴尼亚 - 有 - 只用于货运
- 克罗地亚 - 暂无
- 波黑（英语：Transportation in Bosnia and Herzegovina） - 暂无

## 公路

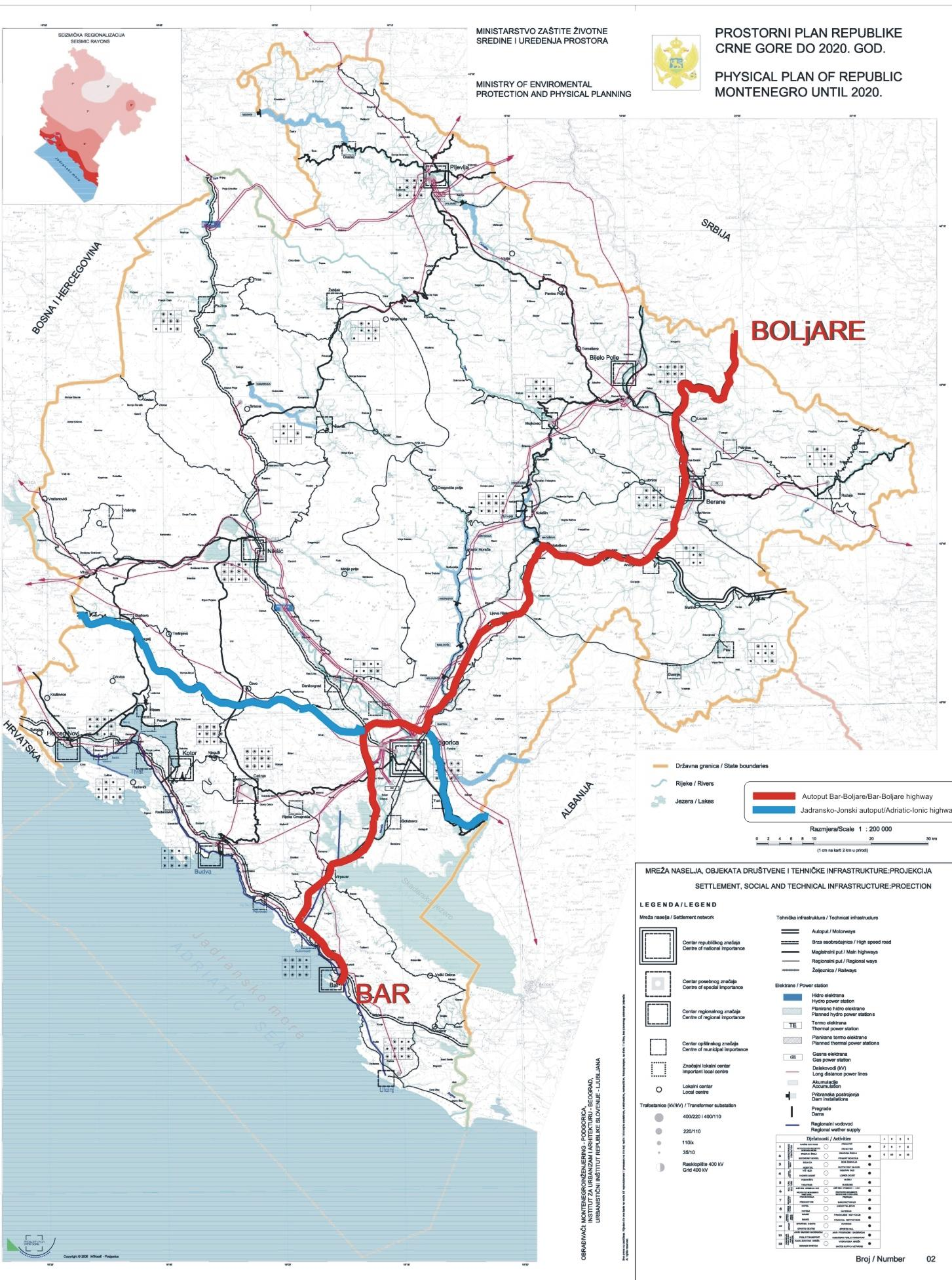
蒙特內哥罗计划中的两条高速公路：蒙特內哥罗A-1高速公路 (红色线路) 和亚得里亚海-爱奥尼亚高速公路 (蓝色线路)

蒙特內哥羅國內公路總長度为5277公里，其中1,729公里为柏油公路。蒙特內哥罗政府将国内的公路分为四个级别：
高速公路 ：目前蒙特內哥羅國內還沒有高速公路。但在2014年，黑山开始向中国进出口银行贷款修建首条高速公路蒙特內哥罗A-1高速公路，计划连接该国南部港口城市巴尔与北部边境城镇博尔加雷 （蒙特內哥罗）。而该国的第二条高速公路，亚得里亚海-爱奥尼亚高速公路的黑山段则处于初步规划阶段。
主要道路 ：连接黑山较大城市或经济区的道路。黑山的大部分主要道路都被列入欧洲高速公路，并在当地用M字母加数字标记。 通常，这些是单车道类型的道路，每个方向有一个车道，而在陡峭的路段上经常增加第三条超车车道。弯道半径通常允许以最高80km/小时的速度行驶，单车道的宽度通常至少为3米。黑山国际电子道路网络列出的主要道路有： 
- -  E65／E80，即蒙特內哥罗M-1，M-1.1，M-2及M-5公路 (Debeli Brijeg/  - Petrovac, Montenegro（英语：Petrovac, Budva） - Sutomore - 波德戈里察 - 科拉欣 - 贝拉内 - 罗扎伊 -  塞爾維亞国界)
  -  E762，即蒙特內哥罗M-4，M-3公路 ( 阿尔巴尼亚国界 - 波扎伊 - 图齐 - 波德戈里察 - 達尼洛夫格勒 - 尼克希奇 - 普盧日內 - Šćepan Polje -  国界)
  -  E763，即蒙特內哥罗M-2公路 (比耶洛波列 -  塞爾維亞国界)
  -  E851，即蒙特內哥罗M-1公路 (Sutomore - 巴尔 - Krute（英语：Krute） - 烏爾齊尼 - Sukobin（英语：Sukobin） -  阿尔巴尼亚国界)

区域道路 ：这些是区域中心之间的连接线路或是与其他国家的区域道路、主要道路或道路网络的连接线路。通常为铺砌道路，但与主要道路相比，其弯道半径更小，车道更窄。因此对于速度限制更加严格。这些道路在本地标有R字母及一个数字。
地方道路 ：即连接村庄和当地社区其他定居点的地方道路。地方道路之间的道路基础设施质量差异较大，因此这些道路既可以是未铺砌的土路，也可以是质量和外观类似于区域道路的道路。

## 水运

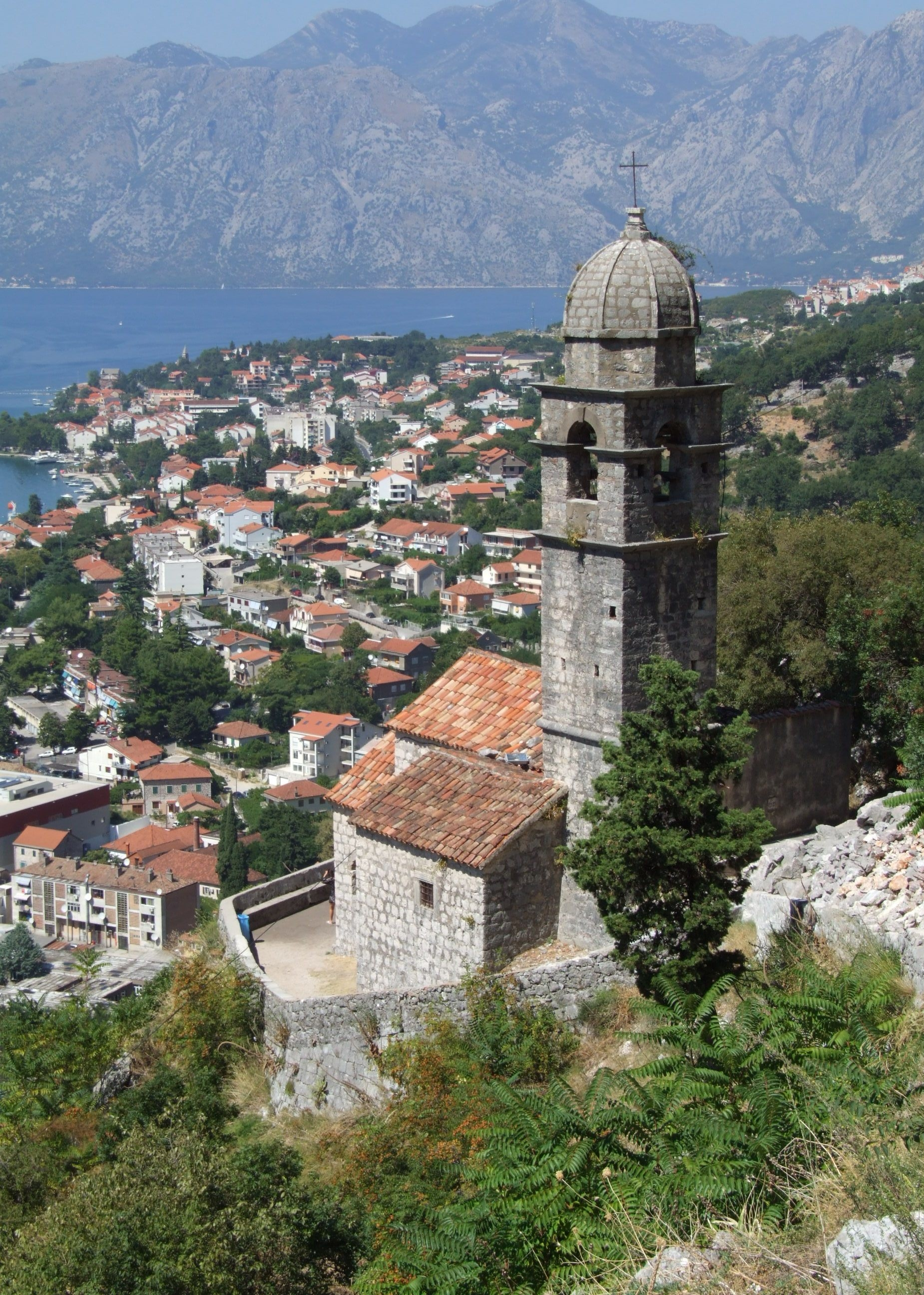
科托尔港

巴爾港是蒙特內哥羅的主要港口，除此之外，蒂瓦特和科托尔等城镇也有海港。蒙特內哥羅國內河流均不適合開展航運，只有觀光運輸。